# Carl Friedrich Hatzfeldt zu Gleichen
Carl Friedrich Anton Graf Hatzfeldt zu Gleichen (* 14. September 1718 in Wien; † 5. September 1793 ebenda) war ein österreichischer Staatsmann.

## Biographie
Der Sohn des k.k. Geheimen Rates Franz Hatzfeldt zu Gleichen und Anna Charlotte, geborene Gräfin von Stadion zu Warthausen, war für den geistlichen Stand vorgesehen. Bereits in jungen Jahren wurde er Domherr zu Mainz. 1737 trat Hatzfeldt als kaiserlicher Kämmerer in den Staatsdienst des Heiligen Römischen Reiches Deutscher Nation ein. Nach dem Tode Karls VI. blieb er in den Diensten der Habsburger und wechselte 1741 als königlicher böhmischer Appellationsrat nach Prag. Bis zur Auflösung der Statthalterei war er supernumerärer Statthalter und wirkte danach als Beisitzer der Kammer in Prag. 1749 wurde Hatzfeldt zum Wirklichen Geheimen Rat ernannt. 
1761 erfolgte seine Berufung zum Präsidenten des Appellationsgerichtes in Prag, der Deutsch-Erbländischen Credits-Deputation sowie der Ministerial-Banco-Deputation. Damit übernahm er die Leitung des gesamten österreichischen Kreditwesen und die Aufsicht über die Wienerische Stadt Banco. Seine Aufgabe war die Reformierung und Vereinigung des Staatskredit- und Kassenwesens zu einer Generalkasse. Hatzfeldt schließlich auch zum Präsidenten der Generalkassendirektion ernannt.
Nach der Krönung Kaiser Franz I. wirkte Hatzfeldt an der Neuordnung der Staatsfinanzen und des Rechnungswesens mit. Auf seinen Vorschlag hin erfolgten Änderungen der Staatsschuldverschreibungen und die Einführung der Kassenjournale. Für seine Verdienste wurde ihm am 6. Mai 1764 als ersten Deutschen das Großkreuz des St. Stefansordens verliehen. Im Mai 1765 wurde Hatzfeldt unter Beibehaltung seiner bisherigen Ämter in Nachfolge des Grafen von Herberstein zum Präsidenten der Hofkammer ernannt.
Nach dem Tode Franz I. kam es zwischen Hatzfeld und dem Präsidenten der Hofrechnungskammer Ludwig von Zinzendorf zum Machtkampf, in dem Hatzfeld die von Zinzendorf vorgesehene Schaffung einer dezentralen Länderbank und einer staatlichen Handelsgesellschaft scharf angriff. Am 6. Juni 1768 legte Hatzfeldt das „Friedens- und Kriegssystem“ zur Neuordnung der Staatsfinanzen vor, das am 5. Mai 1769 durch Maria Theresia nach heftigem Widerstand Zinzensdorfs in Kraft gesetzt wurde. Am 1. August 1771 erfolgte daraufhin in Realisierung der Pläne Hatzfeldts die Einführung des Papiergeldes. 1775 erzielte die Staatskasse erstmals einen Überschuss.
Nach seiner Ernennung zum obersten Kanzler der Hofkanzlei für Österreich und Böhmen übergab Hatzfeldt seine weiteren Ämter (Präsident der Hofkammer und der Ministerial-Bankodeputation, sowie das des Kommerzien-Hofrates) 1771 an Leopold Kolowrat. Im selben Jahr erfolgte auf Vorschlag Josefs II. Hatzfeldts Ernennung zum dirigierenden Staatsminister und Nachfolger Starhembergs. Die klerikalen und konservativen Ansichten Hatzfeldts zeigten sich zunehmend unvereinbar mit den Staatsreformplänen Josefs. 1772 beantragte er die Aussetzung der Verhandlungen über die Aufhebung der Todesstrafe und ein Jahr später legte er einen Entwurf für ein Regierungssystem vor, das auf der Beibehaltung des Katholizismus als Staatsreligion basierte und die feudale Hofhaltung und den Reichtum des Adelsstandes als Quelle des Volkswohlstandes ansah, wo bei Erhaltung des Adels zur Hauptaufgabe der Regierung erklärt wurde.
Bis zu seinem Tode übte Hatzfeldt das Amt des Minister für die inländischen Geschäfte aus.
Nach dem Tode seines Vaters erbte er 1733 die böhmische Herrschaft Dlaschkowitz. Er förderte den Granatabbau in Podseditz, wo er 1773 die Siedlung Neugründel errichtete. 1779 ließ Hatzfeldt zu Granatfabrik Podseditz errichten und legte damit den Grundstein zur Granatindustrie im Böhmischen Mittelgebirge. 1773 erwarb er die westböhmische Herrschaft Chlumcan.
Carl Friedrich Hatzfeld zu Gleichen war ein Urgroßneffe von Melchior von Hatzfeldt als Urenkel von dessen Bruder Hermann.

## Familie
Er heiratete am 16. November 1755 Maria Charlotte Gräfin von Ostein (1733–1809), Tochter des Diplomaten Johann Franz Heinrich Carl von Ostein. Die Ehe war kinderlos.